# 会衆派教会
会衆派教会（かいしゅうはきょうかい／英: Congregational Church）は、キリスト教のプロテスタントの一教派で、他に会衆派、組合派、組合教会とも。各個教会の教会政治において、会衆制とよばれる教会員（会衆）の直接民主制に近い制度を採ることが特徴で、各個教会の独立自治を極めて重視する。

プロテスタント諸教派（聖公会、アナバプテストを含む）の系統概略

## 概要
会衆派（Congregational）の語源は、ラテン語の「congregationes（共に集まれるもの）」にある。この言葉には、イエス・キリストの名において集まる群れの中には、信仰において生きたイエス・キリストがともにいて、群れに集う一人一人の思想と行動を導き、それぞれの群れ＝各個教会を政治的に独立させるという意味がある。それゆえに、会衆派教会の特色は、イエス・キリストへの信仰に生きる会衆一同による会衆制と、各個教会こそが教会の基本的・本質的要素を担っているという確信による各個教会の独立自治とに体現される。
各個教会は、イエス・キリストへの信仰において、それぞれの教会と契約関係（covenanted）で集まっている人々から成り立っている。各個教会はいかなる信仰的・世俗的権威からも自由に、ただ神の感化によって信仰と生活との規範を定め、実践するものであるとされる。それこそが初代教会が実践し、新約聖書に証されている教会制度であるという会衆派教会の自己理解によるものである。また、宗教改革の流れに属するものの、いかなる教会的・教理的信条にも拘束されない自由を尊重する。

## イギリスにおける成立
会衆派教会の歴史的起源はイングランド（イギリス）の宗教改革にある。
16世紀初頭、ドイツでマルティン・ルターによる宗教改革が行われ、その影響を受けてイングランドでも宗教改革が起こった。なかでも、イングランド国教会司祭ロバート・ブラウンらによる分離派改革運動は、後の会衆派教会へとつながる流れとなる。ブラウンらはエリザベス1世治下の英国国教会を宗教改革を徹底していないとして批判し、真の教会は自覚的に悔い改めてキリスト者の生活をなす人により構成されること、また教会は王権ではなく教会自身の手のみによって改革されなければならず、国家から独立していなければならないことを主張した（分離派）。分離派は国家に弾圧されて抵抗し、一部の人々は信仰の自由を求めて1620年にアメリカ大陸に渡った。彼らがピルグリム・ファーザーズと呼ばれる人々である。
また、イングランドに残った分離派は独立派と呼ばれ、1642年から1649年の清教徒革命（イングランド内戦）で、オリバー・クロムウェルを指導者として中心的な役割を果たすことになった。なお、イングランドにおける宗教改革期にピューリタンと呼ばれたのは、分離派（後の独立派、現在の会衆派）、長老派、バプテスト、クエーカーなどの人々である。

## オランダにおける展開
ジョン・ロビンソン（1576-1625）を指導者としたグループはオランダに逃れ、さらに1620年、メイフラワー号でアメリカに渡った。

## アメリカにおける展開
ピルグリム・ファーザーズの人々が育てた、アメリカにおける会衆派教会は、ニューイングランドの支配的な教会となり、アメリカの政治、社会思想や制度組織に大きな影響を与えた。会衆派の人々の政治・社会生活のスタイルはピューリタン神権政治とも呼ばれ、神学教育だけでなく一般教育にも関心が深く、ハーバード大学、イェール大学、スミス大学、アマースト大学（同志社の創立者、新島襄の学んだ大学）、オーバリン大学など多くの大学を設立した。
神学的には、スイスの宗教改革者であったカルヴァンの影響が強かったが、直接民主的な会衆制をとるためにリベラルな傾向を持ち、人道主義的な思想や運動と結びつきやすいものとなった。いち早く奴隷制度に反対し、南北戦争の後、南部に黒人のための大学を設立し、現在でも、人権問題に積極的に取り組んでいる。外国伝道にも熱心で、北米最初の超教派的な外国伝道団体、アメリカン・ボードを設立している。
20世紀後半には、その主流派は他の教会と合同教会を作り、キリスト連合教会（United Church of Christ、略称：UCC）と呼ばれている。

## 日本における歩み
アメリカン・ボードが、日本へ最初に派遣した宣教師ダニエル・クロスビー・グリーンによって、1874年（明治7年）4月に摂津に公会（教会）を創設したことに始まる。続いて梅本町、三田、兵庫、西京第一、西京第二、西京第三、浪花などの公会が開設され、加えて教育機関として1875年（明治8年）に神戸英和女学校及び同志社英学校、1878年（明治11年）に梅花女学校が開校した。1886年（明治19年）には、31の教会と信徒3,465名が参加する会衆派教団として日本組合基督教会が結成された。この31教会の多くは、新島襄、沢山保羅、松山高吉、村上俊吉らが指導していた。1889年（明治22年）に議せられた日本基督一致教会との合同の是非など、組織が混乱する時期もあったが、1905年（明治38年）にアメリカン・ボードからの経済的独立を達成した。1904年（明治37年）から朝鮮伝道が開始される。始めは在留邦人を対象としたものであったが、日韓併合を経て朝鮮人をも対象とすると、朝鮮総督府から「寄附」も受けるようになり、教団内部から批判も噴出したことから、1921年（大正10年）に撤退した。宗教団体法により1941年（昭和16年）に日本基督教団に合同する際の教勢は、教会160、伝道所37、信徒33,523であった。戦後の日本基督教団再形成においても、同教団に残留している。

## 会衆派教会のいま
会衆派教会は、各個教会の独立自治が強く、もともと教派的な団結はあまり強くない。各国にあった教派としての組織も、20世紀に入ってからのプロテスタント諸教派との合同によって独自のものは少なくなり、各国の合同教会の中で、会衆派の流れをくむ各個教会間の伝道協力のネットワークとして残っているのが現状である（たとえば、日本における「全国同信伝道会」など）。しかし、各国の合同教会の中で社会的な活動に熱心なのは、会衆派教会の流れを汲む教会であり、その点で会衆派教会の特徴を今でも際立たせている。

## 脚註